# Victor Diawara
Victor Diawara (født 1978) er en malisk sanger, bedst kendt internationalt for sin medvirken ved Eurovision Song Contest i 2001, som medlem af Skamp, og igen i 2006, som medlem af LT United.

## Biografi
Victor Diawara er født og opvokset i Mali, men flyttede senere til Litauen og startede en musik karriere. I 2001 repræsenterede han sammen med gruppen Skamp, Litauen ved Eurovision Song Contest, og gruppen skaffede landets hidtil bedste placering, en 13. plads. I 2006 gjorde Victor det igen – sammen med LT United skaffede han Litauen sin bedste placering hidtil, denne gang en 6. plads, med det kontroversille nummer "We Are The Winners". Victor Diawara taler både litauisk, engelsk og fransk – sidstnævnte blev bl.a. hørt i "We Are The Winners".